# Copa do Mundo de Ginástica Artística de 2025
O circuito da Copa do Mundo da FIG de Ginástica Artística de 2025 é uma série de competições oficialmente organizadas e promovidas pela Federação Internacional de Ginástica (FIG) em 2025.

## Calendário

### Série da Copa do Mundo
| Data                 | Local   | Evento                    | Tipo              |
| -------------------- | ------- | ------------------------- | ----------------- |
| 20 a 23 de fevereiro | Cottbus | Copa do Mundo FIG de 2025 | C III – Aparelhos |
| 6 a 9 de março       | Baku    | Copa do Mundo FIG de 2025 | C III – Aparelhos |
| 20 a 23 de março     | Antália | Copa do Mundo FIG de 2025 | C III – Aparelhos |
| 10 a 13 de abril     | Osijek  | Copa do Mundo FIG de 2025 | C III – Aparelhos |
| 16 a 19 de abril     | Doha    | Copa do Mundo FIG de 2025 | C III – Aparelhos |
| 25 a 28 de abril     | Cairo   | Copa do Mundo FIG de 2025 | C III – Aparelhos |

### Série da Copa do Mundo Challenge
| Data                | Local       | Evento                              | Tipo              |
| ------------------- | ----------- | ----------------------------------- | ----------------- |
| 8 a 11 de maio      | Varna       | Copa do Mundo Challenge FIG de 2025 | C III – Aparelhos |
| 15 a 18 de maio     | Koper       | Copa do Mundo Challenge FIG de 2025 | C III – Aparelhos |
| 18 a 21 de junho    | Tashkent    | Copa do Mundo Challenge FIG de 2025 | C III – Aparelhos |
| 20 a 21 de setembro | Paris       | Copa do Mundo Challenge FIG de 2025 | C III – Aparelhos |
| 26 a 28 de setembro | Szombathely | Copa do Mundo Challenge FIG de 2025 | C III – Aparelhos |

## Vencedores das séries
| Aparelho            | Copa do Mundo de Aparelhos | Copa do Mundo Challenge |
| Aparelho            | Vencedor                   | Vencedor                |
| Masculino           | Masculino                  | Masculino               |
| ------------------- | -------------------------- | ----------------------- |
| Solo                | Milad Karimi               |                         |
| Cavalo com Alças    | Hamlet Manukyan            |                         |
| Argolas             | Nikita Simonov             |                         |
| Salto               | Artur Davtyan              |                         |
| Barras Paralelas    | Nazar Chepurnyi            |                         |
| Barra Fixa          | Milad Karimi               |                         |
| Feminino            |                            |                         |
| Salto               | Teja Belak                 |                         |
| Barras Assimétricas | Lucija Hribar              |                         |
| Trave               | Gréta Mayer                |                         |
| Solo                | Jayla Hang                 |                         |

## Medalhistas

### Masculino

#### Série da Copa do Mundo
| Competição | Evento           | Ouro             | Prata                 | Bronze                |
| Cottbus    | Solo             | Milad Karimi     | Kazuki Minami         | Niccolo Vannucchi     |
| Cottbus    | Cavalo com Alças | Shiao Yu-jan     | Ahmad Abu Al-Soud     | Edoardo De Rosa       |
| Cottbus    | Argolas          | Vahagn Davtyan   | Nikita Simonov        | Mehmet Ayberk Koşak   |
| Cottbus    | Salto            | Artur Davtyan    | Nazar Chepurnyi       | Niccolo Vannucchi     |
| Cottbus    | Barras Paralelas | Kaito Sugimoto   | Nazar Chepurnyi       | Jermain Grünberg      |
| Cottbus    | Barra Fixa       | Shohei Kawakami  | Robert Tvorogal       | Mert Efe Kılıçer      |
| Baku       | Solo             | Yahor Sharamkou  | Milad Karimi          | Nazar Chepurnyi       |
| Baku       | Cavalo com Alças | Brandon Dang     | Patrick Hoopes        | Zeinolla Idrissov     |
| Baku       | Argolas          | Nikita Simonov   | Meng Zhiwei           | Alex Diab             |
| Baku       | Salto            | Nazar Chepurnyi  | Huang Mingqi          | Yahor Sharamkou       |
| Baku       | Barras Paralelas | Kazuki Matsumi   | Dmitriy Patanin       | Petar Vefić           |
| Baku       | Barra Fixa       | Kazuki Matsumi   | Noah Kuavita          | Kenta Chiba           |
| Antália    | Solo             | Taylor Burkhart  | Anze Hribar           | Tanida Masaharu       |
| Antália    | Cavalo com Alças | Nariman Kurbanov | Zeinolla Idrissov     | Ahmad Abu Al-Soud     |
| Antália    | Argolas          | Lan Xingyu       | Nikita Simonov        | Mehmet Ayberk Koşak   |
| Antália    | Salto            | Artur Davtyan    | Yahor Sharamkou       | Sebastian Sponevik    |
| Antália    | Barras Paralelas | Ferhat Arıcan    | Rasuljon Abdurakhimov | Yusuke Tanaka         |
| Antália    | Barra Fixa       | Tin Srbić        | Liao Jialei           | Yusuke Tanaka         |
| Osijek     | Solo             | Artem Dolgopyat  | Jun Iwai              | Milad Karimi          |
| Osijek     | Cavalo com Alças | Hamlet Manukyan  | Gao Tianlong          | Nariman Kurbanov      |
| Osijek     | Argolas          | Adem Asil        | Nikita Simanov        | Artur Avetisyan       |
| Osijek     | Salto            | Aurel Benović    | Harry Hepworth        | Artur Davtyan         |
| Osijek     | Barras Paralelas | Ron Pyatov       | Lorenzo Minh Casali   | Ferhat Arıcan         |
| Osijek     | Barra Fixa       | Milad Karimi     | Alexander Myakinin    | Xie Chenyi            |
| Doha       | Solo             | Milad Karimi     | Altynkhan Temirbek    | Sam Mostowfi          |
| Doha       | Cavalo com Alças | Hamlet Manukyan  | Hong Yanming          | Nariman Kurbanov      |
| Doha       | Argolas          | You Hao          | Vahagn Davtyan        | Artur Avetisyan       |
| Doha       | Salto            | Artur Davtyan    | Nazar Chepurnyi       | Emirhan Kartin        |
| Doha       | Barras Paralelas | Nazar Chepurnyi  | Jesse Moore           | Matteo Giubellini     |
| Doha       | Barra Fixa       | Milad Karimi     | Tang Chia-hung        | Tang Qi               |
| Cairo      | Solo             | Milad Karimi     | Eddie Penev           | Nazar Chepurnyi       |
| Cairo      | Cavalo com Alças | Hamlet Manukyan  | Gabriele Targhetta    | Patrick Hoopes        |
| Cairo      | Argolas          | Artur Avetisyan  | Nikita Simonov        | Omar Mohamed          |
| Cairo      | Salto            | Artur Davtyan    | Nazar Chepurnyi       | Abdulaziz Mirvaliev   |
| Cairo      | Barras Paralelas | Omar Mohamed     | Noe Seifert           | Rasuljon Abdurakhimov |
| Cairo      | Barra Fixa       | Milad Karimi     | Marios Georgiou       | Noe Seifert           |

#### Série da Copa do Mundo Challenge
| Competição  | Evento           | Ouro                 | Prata                  | Bronze              |
| Varna       | Solo             | Eddie Penev          | Kevin Penev            | Marcus Casamento    |
| Varna       | Cavalo com Alças | Đặng Ngọc Xuân Thiện | Zeinolla Idrissov      | Abdulla Azimov      |
| Varna       | Argolas          | Adem Asil            | Nguyễn Văn Khánh Phong | Daniel Villafañe    |
| Varna       | Salto            | Tseng Wei-sheng      | Sebastian Sponevik     | Eddie Penev         |
| Varna       | Barras Paralelas | Ferhat Arıcan        | Nils Dunkel            | Khabibullo Ergashev |
| Varna       | Barra Fixa       | Robert Tvorogal      | Marios Georgiou        | Adem Asil           |
| Koper       | Solo             | Chiou Min-Han        | Anže Hribar            | Filippo Castellaro  |
| Koper       | Cavalo com Alças | Diyas Toishybek      | Zeinolla Idrissov      | Matvei Petrov       |
| Koper       | Argolas          | İbrahim Çolak        | Yunus Gundogdu         | Wang Yi-Hsiang      |
| Koper       | Salto            | Tseng Wei-sheng      | Ondrej Kalny           | Beno Kunst          |
| Koper       | Barras Paralelas | Cameron-Lie Bernard  | İbrahim Çolak          | Néstor Abad         |
| Koper       | Barra Fixa       | Lucas Bitencourt     | Patrick Sampaio        | Manuel Berettera    |
| Tashkent    | Solo             |                      |                        |                     |
| Tashkent    | Cavalo com Alças |                      |                        |                     |
| Tashkent    | Argolas          |                      |                        |                     |
| Tashkent    | Salto            |                      |                        |                     |
| Tashkent    | Barras Paralelas |                      |                        |                     |
| Tashkent    | Barra Fixa       |                      |                        |                     |
| Paris       | Solo             |                      |                        |                     |
| Paris       | Cavalo com Alças |                      |                        |                     |
| Paris       | Argolas          |                      |                        |                     |
| Paris       | Salto            |                      |                        |                     |
| Paris       | Barras Paralelas |                      |                        |                     |
| Paris       | Barra Fixa       |                      |                        |                     |
| Szombathely | Solo             |                      |                        |                     |
| Szombathely | Cavalo com Alças |                      |                        |                     |
| Szombathely | Argolas          |                      |                        |                     |
| Szombathely | Salto            |                      |                        |                     |
| Szombathely | Barras Paralelas |                      |                        |                     |
| Szombathely | Barra Fixa       |                      |                        |                     |

### Feminino

#### Série da Copa do Mundo
| Competição | Evento              | Ouro                | Prata           | Bronze              |
| Cottbus    | Salto               | Teja Belak          | Tjaša Kysselef  | Oksana Chusovitina  |
| Cottbus    | Barras Assimétricas | Zhang Kexin         | Charlotte Booth | Chiharu Yamada      |
| Cottbus    | Trave               | Zhou Yaqin          | Zhang Kexin     | Chiharu Yamada      |
| Cottbus    | Solo                | Zhang Yihan         | Lihie Raz       | Zhang Kexin         |
| Baku       | Salto               | Oksana Chusovitina  | Teja Belak      | Tjaša Kysselef      |
| Baku       | Barras Assimétricas | Alena Tsitavets     | Lucija Hribar   | Ayu Tokutsugi       |
| Baku       | Trave               | Haruka Nakamura     | Chu Yiming      | Gréta Mayer         |
| Baku       | Solo                | Rina Kishi          | Ayu Tokutsugi   | Chu Yiming          |
| Antália    | Salto               | Jayla Hang          | Claire Pease    | Pranati Nayak       |
| Antália    | Barras Assimétricas | Yang Fanyuwei       | Claire Pease    | Tian Zhuofan        |
| Antália    | Trave               | Claire Pease        | Mana Okamura    | Tian Zhuofan        |
| Antália    | Solo                | Aiko Sugihara       | Claire Pease    | Michelle Pineda     |
| Osijek     | Salto               | Valentina Georgieva | Yu Linmin       | Jayla Hang          |
| Osijek     | Barras Assimétricas | Yang Fanyuwei       | Maisa Kuusikko  | Kate McDonald       |
| Osijek     | Trave               | Eythora Thorsdottir | Jayla Hang      | Jennifer Williams   |
| Osijek     | Solo                | Jayla Hang          | Yali Shoshani   | Selina Kickinger    |
| Doha       | Salto               | Teja Belak          | Tjaša Kysselef  | Gréta Mayer         |
| Doha       | Barras Assimétricas | Kate McDonald       | Lucija Hribar   | Audrey Rousseau     |
| Doha       | Trave               | Gréta Mayer         | Tina Zelcic     | Christina Zwicker   |
| Doha       | Solo                | Sabrina Voinea      | Audrey Rousseau | Sára Péter          |
| Cairo      | Salto               | Ellie Black         | Jo Kyong-byol   | Judy Abdalla        |
| Cairo      | Barras Assimétricas | Kaylia Nemour       | Lucija Hribar   | Judy Abdalla        |
| Cairo      | Trave               | Kaylia Nemour       | Jo Kyong-byol   | Valentina Georgieva |
| Cairo      | Solo                | Jana Mahmoud        | Kaylia Nemour   | Chon Jin A          |

#### Série da Copa do Mundo Challenge
| Competição  | Evento              | Ouro               | Prata               | Bronze            |
| Varna       | Salto               | Ruby Stacey        | Valentina Georgieva | Tijana Korent     |
| Varna       | Barras Assimétricas | Nola Matthews      | Ruby Stacey         | Céleste Mordenti  |
| Varna       | Trave               | Mariana Kiniuk     | Selina Kickinger    | Nikol Stoimenova  |
| Varna       | Solo                | Nola Matthews      | Charlize Moerz      | Jennifer Williams |
| Koper       | Salto               | Teja Belak         | Tijana Korent       | Abigail Roper     |
| Koper       | Barras Assimétricas | Lucija Hribar      | Gabriela Barbosa    | Gabriela Bouças   |
| Koper       | Trave               | Georgia-Mae Fenton | Lucija Hribar       | Gabriela Bouças   |
| Koper       | Solo                | Julia Coutinho     | Gabriela Barbosa    | Abigail Roper     |
| Tashkent    | Salto               |                    |                     |                   |
| Tashkent    | Barras Assimétricas |                    |                     |                   |
| Tashkent    | Trave               |                    |                     |                   |
| Tashkent    | Solo                |                    |                     |                   |
| Paris       | Salto               |                    |                     |                   |
| Paris       | Barras Assimétricas |                    |                     |                   |
| Paris       | Trave               |                    |                     |                   |
| Paris       | Solo                |                    |                     |                   |
| Szombathely | Salto               |                    |                     |                   |
| Szombathely | Barras Assimétricas |                    |                     |                   |
| Szombathely | Trave               |                    |                     |                   |
| Szombathely | Solo                |                    |                     |                   |